# 2854 Rawson
A 2854 Rawson (ideiglenes jelöléssel 1964 JE) a Naprendszer kisbolygóövében található aszteroida. D. McLeish fedezte fel 1964. május 6-án.